# Тулиголовский сельский совет (Кролевецкий район)
Тулиголовский сельский совет (укр. Тулиголівська сільська рада) — входит в состав
Кролевецкого района
Сумской области
Украины.
Административный центр сельского совета находится в 
с. Тулиголово
.

## Населённые пункты совета
- с. Тулиголово